# 2020 a filmművészetben
2020 a filmművészetben a 2020-as év fontosabb filmes eseményeit tartalmazza az alábbiak szerint:

## Sikerfilmek

### Sikerfilmek Magyarországon
Forrás: Box Office Mojo, Hungary Yearly Box Office
| #   | Cím                                 | Forgalmazó                | Bevétel    | Megjelenés     |
| --- | ----------------------------------- | ------------------------- | ---------- | -------------- |
| 1.  | Bad Boys – Mindörökké rosszfiúk     | InterCom Zrt.             | $1 852 586 | január 16.     |
| 2.  | Úriemberek                          | Freeman Film              | $1 179 109 | január 30.     |
| 3.  | Tenet                               | InterCom Zrt.             | $1 019 627 | augusztus 26.  |
| 4.  | Tőrbe ejtve                         | Freeman Film              | $839 589   | január 2.      |
| 5.  | Star Wars IX. rész – Skywalker kora | Fórum Hungary             | $820 782   | december 19.   |
| 6.  | Jumanji – A következő szint         | InterCom Zrt.             | $632 412   | december 12.   |
| 7.  | Sonic, a sündisznó                  | UIP-Dunafilm              | $598 518   | február 13.    |
| 8.  | Nagypapa hadművelet                 | Prorom Entertainment Kft. | $584 104   | szeptember 24. |
| 9.  | Dolittle                            | UIP-Dunafilm              | $572 632   | január 16.     |
| 10. | 1917                                | Freeman Film              | $525 205   | január 23.     |

## Filmbemutatók Magyarországon

### Január
| Dátum | Magyar cím                      | Eredeti cím        | Filmstúdió               | Rendező                     | Főszereplők |
| ----- | ------------------------------- | ------------------ | ------------------------ | --------------------------- | --- |
| 2.    | Tőrbe ejtve                     | Knives Out         | FilmNation Entertainment | Rian Johnson                | Chris Evans, Ana de Armas, Katherine Langford, Daniel Craig, Michael Shannon, Jamie Lee Curtis, Toni Collette, Jaeden Martell, Christopher Plummer, Don Johnson |
| 2.    | Az átok háza                    | The Grudge         |                          | Nicolas Pesce               | Betty Gilpin, Andrea Riseborough, Lin Shaye, John Cho |
| 2.    | Lola és a fiúk                  | Lola et ses frères |                          | Jean-Paul Rouve             | Ludivine Sagnier, José Garcia, Jean-Paul Rouve |
| 9.    | Árok                            | Underwater         | 20th Century Studios     | William Eubank              | Kristen Stewart, Jessica Henwick, T. J. Miller |
| 9.    | Botrány                         | Bombshell          | Annapurna Pictures       | Jay Roach                   | Nicole Kidman, Charlize Theron, Margot Robbie, John Lithgow, Kate McKinnon                                                                                      |
| 16.   | Bad Boys – Mindörökké rosszfiúk | Bad Boys for Life  | Columbia Pictures        | Adil El Arbi, Bilall Fallah | Will Smith, Martin Lawrence, Vanessa Hudgens, Alexander Ludwig, Charles Melton, Paola Núñez, Kate del Castillo, Nicky Jam, Joe Pantoliano                       |
| 16.   | Dolittle                        | Doctor Dolittle    | Universal Pictures       | Stephen Gaghan              | Robert Downey Jr., Antonio Banderas, Michael Sheen, Emma Thompson, Tom Holland, Ralph Fiennes, Selena Gomez, Rami Malek, Octavia Spencer                        |
| 16.   | Judy                            | Judy               |                          | Rupert Goold                | Renée Zellweger, Jessie Buckley, Finn Wittrock, Rufus Sewell, Michael Gambon, Gemma-Leah Devereux                                                               |
| 16.   | Amanda                          | Amanda             |                          | Mikhaël Hers                | Vincent Lacoste, Isaure Multrier, Stacy Martin |
| 16.   | A bőrömben                      | Farming            |                          | Adewale Akinnuoye-Agbaje    | Damson Idris, Kate Beckinsale, John Dagleish, Jamie Winstone, Genevieve Nnaji, Gugu Mbatha-Raw                                                                  |
| 23.   | Jojo Nyuszi                     | Jojo Rabbit        | Fox Searchlight Pictures | Taika Waititi               | Roman Griffin Davis, Thomasin McKenzie, Taika Waititi, Sam Rockwell, Scarlett Johansson                                                                         |
| 23.   | 1917                            | 1917               | Universal Pictures       | Sam Mendes                  | George MacKay, Dean-Charles Chapman, Mark Strong, Andrew Scott, Richard Madden, Claire Duburcq, Colin Firth, Benedict Cumberbatch                               |
| 23.   | Hivatali eltávozás              | Corporate Animals  |                          | Patrick Brice               | Demi Moore, Ed Helms, Jessica Williams |
| 30.   | Ne játssz a tűzzel              | Playing with Fire  |                          | Andy Fickman                | John Cena, Keegan-Michael Key, John Leguizamo |
| 30.   | Kisasszonyok                    | Little Women       | Columbia Pictures        | Greta Gerwig                | Saoirse Ronan, Florence Pugh, Timothée Chalamet, Emma Watson, Meryl Streep, Laura Dern, Eliza Scanlen                                                           |
| 30.   | Úriemberek                      | The Gentlemen      | Miramax                  | Guy Ritchie                 | Matthew McConaughey, Charlie Hunnam, Michelle Dockery, Colin Farrell, Hugh Grant                                                                                |

### Február
| Dátum | Magyar cím                                                                  | Eredeti cím                                                          | Filmstúdió                               | Rendező                | Főszereplők |
| ----- | --------------------------------------------------------------------------- | -------------------------------------------------------------------- | ---------------------------------------- | ---------------------- | --- |
| 6.    | Ragadozó madarak (és egy bizonyos Harley Quinn csodasztikus felszabadulása) | Birds of Prey (And the Fantabulous Emancipation of One Harley Quinn) | Warner Bros.                             | Cathy Yan              | Margot Robbie, Ewan McGregor, Mary Elizabeth Winstead, Jurnee Smollett-Bell, Ali Wong                           |
| 6.    | A feltaláló                                                                 | –                                                                    |                                          | Gyöngyössi Bence       | Gáspár Tibor, Huszárik Kata, Für Anikó                                                                          |
| 6.    | Sajnáljuk, nem találtuk otthon                                              | Sorry We Missed You                                                  |                                          | Ken Loach              | Kris Hitchen, Debbie Honeywood, Rhys Stone                                                                      |
| 6.    | A nevek dala                                                                | The Song of Names                                                    |                                          | François Girard        | Clive Owen, Tim Roth, Catherine McCormack                                                                       |
| 6.    | A búcsú                                                                     | The Farewell                                                         |                                          | Lulu Wang              | Shuzhen Zhao, Awkwafina, X Mayo                                                                                 |
| 13.   | Sonic, a sündisznó                                                          | Sonic the Hedgehog                                                   | Paramount Pictures                       | Jeff Fowler            | James Marsden, Tika Sumpter, Jim Carrey, Ben Schwartz, Adam Pally, Neal McDonough, Natasha Rothwell             |
| 13.   | A boldogságvirág                                                            | Little Joe                                                           |                                          | Jessica Hausner        | Emily Beecham, Ben Whishaw, Kerry Fox                                                                           |
| 13.   | Közel a horizonthoz                                                         | Dem Horizont so nah                                                  |                                          | Tim Trachte            | Luna Wedler, Jannik Schümann                                                                                    |
| 20.   | A vágyak szigete                                                            | Fantasy Island                                                       | Columbia Pictures, Blumhouse Productions | Jeff Wadlow            | Michael Peña, Maggie Q, Lucy Hale, Austin Stowell, Portia Doubleday, Jimmy O. Yang, Ryan Hansen, Michael Rooker |
| 20.   | A vadon hívó szava                                                          | Call of the Wild                                                     | 20th Century Fox                         | Chris Sanders          | Harrison Ford, Karen Gillan, Dan Stevens, Omar Sy, Bradley Whitford                                             |
| 20.   | Wasp Network – Az ellenállók                                                | Wasp Network                                                         |                                          | Olivier Assayas        | Penélope Cruz, Wagner Moura, Ana de Armas, Édgar Ramírez, Gael García Bernal                                    |
| 20.   | Öngyilkos túra                                                              | Selvmordsturisten                                                    |                                          | Jonas Alexander Arnby  | Nikolaj Coster-Waldau, Robert Aramayo, Kate Ashfield                                                            |
| 20.   | Isten létezik, és Petrunijának hívják                                       | Gospod postoi, imeto i’ e Petrunija                                  |                                          | Teona Strugar Mitevska | Zorica Nusheva, Labina Mitevszka, Stefan Vujisic                                                                |
| 20.   | A mennyországnak kell lennie                                                | It Must Be Heaven                                                    |                                          | Elia Suleiman          | Elia Suleiman                                                                                                   |
| 27.   | Zárójelentés                                                                | –                                                                    |                                          | Szabó István           | Klaus Maria Brandauer, Eperjes Károly, Stohl András, Kerekes Éva, Udvaros Dorottya                              |
| 27.   | A láthatatlan ember                                                         | The Invisible Man                                                    | Universal Pictures                       | Leigh Whannell         | Elisabeth Moss, Oliver Jackson-Cohen, Aldis Hodge                                                               |
| 27.   | Sötét vizeken                                                               | Dark Waters                                                          |                                          | Todd Haynes            | Anne Hathaway, Mark Ruffalo, Tim Robbins, Bill Pullman                                                          |
| 27.   | A hegyek szigete                                                            | La Gomera                                                            |                                          | Corneliu Porumboiu     | Vlad Ivanov, Catrinel Marlon, Rodica Lazar                                                                      |

### Március
| Dátum | Magyar cím                           | Eredeti cím                         | Filmstúdió                  | Rendező            | Főszereplők                                                      |
| ----- | ------------------------------------ | ----------------------------------- | --------------------------- | ------------------ | ---------------------------------------------------------------- |
| 5.    | Előre                                | Onward                              | Pixar, Walt Disney Pictures | Dan Scanlon        | Octavia Spencer, Chris Pratt, Tom Holland, Julia Louis-Dreyfus   |
| 5.    | Mint egy főnök                       | Like a Boss                         |                             | Miguel Arteta      | Rose Byrne, Salma Hayek, Tiffany Haddish                         |
| 5.    | Talpig fegyverben                    | Guns Akimbo                         |                             | Jason Lei Howden   | Daniel Radcliffe, Samara Weaving, Rhys Darby                     |
| 5.    | Világpolgárok                        | Cittadini del Mondo                 |                             | Gianni Di Gregorio | Giorgio Colangeli, Gianni Di Gregorio, Ennio Fantastichini       |
| 12.   | Bloodshot                            | Bloodshot                           |                             | Dave Wilson        | Vin Diesel, Eiza González, Guy Pearce, Sam Heughan, Toby Kebbell |
| 12.   | Nyomorultak                          | Les misérables                      |                             | Ladj Ly            | Damien Bonnard, Alexis Manenti, Djibril Zonga                    |
| 12.   | Emma                                 | Emma                                |                             | Autumn de Wilde    | Anya Taylor-Joy, Johnny Flynn, Bill Nighy                        |
| 12.   | Az első áruló                        | Il traditore                        |                             | Marco Bellocchio   | Pierfrancesco Favino, Luigi Lo Cascio, Fausto Russo Alesi        |
| 12.   | Tess és én – Életem legfurcsább hete | My Extraordinary Summer with Tess   |                             | Steven Wouterlood  | Sonny Coops Van Utteren, Josephine Arendsen, Tjebbo Gerritsma    |
| 12.   | Lassie hazatér                       | Lassie – Eine abenteuerliche Reise  |                             | Hanno Olderdissen  | Sebastian Bezzel, Anna Maria Mühe, Nico Marischka                |
| 12.   | A mi Kodályunk                       | –                                   |                             | Petrovics Eszter   |                                                                  |
| 19.   | Taníts meg repülni!                  | Donne moi des ailes                 |                             | Nicolas Vanier     | Jean-Paul Rouve, Mélanie Doutey, Louis Vazquez                   |
| 26.   | Egy kivételes barát                  | A Beautiful Day in the Neighborhood |                             | Marielle Heller    | Tom Hanks, Matthew Rhys, Chris Cooper                            |

### Július
| Dátum | Magyar cím                                | Eredeti cím                            | Filmstúdió                | Rendező                             | Főszereplők |
| ----- | ----------------------------------------- | -------------------------------------- | ------------------------- | ----------------------------------- | --- |
| 2.    | Ava                                       | Ava                                    | Vertical Entertainment    | Tate Taylor                         | Jessica Chastain, John Malkovich, Common, Geena Davis, Colin Farrell, Ioan Gruffudd, Joan Chen                                                             |
| 2.    | Az ifjú Ahmed                             | Le Jeune Ahmed                         | Cinéart, Diaphana Films   | Luc és Jean-Pierre Dardenne         | Idir Ben Addi, Olivier Bonnaud, Myriem Akheddiou, Victoria Bluck, Claire Bodson, Othmane Moumen                                                            |
| 2.    | Corpus Christi                            | Boże Ciało                             | Przemysław Chruścielewski | Jan Komasa                          | Bartosz Bielenia, Aleksandra Konieczna, Eliza Rycembel |
| 2.    | Az első áruló                             | Il traditore                           | 01 Distribution           | Marco Bellocchio                    | Pierfrancesco Favino, Maria Fernanda Cândido, Fabrizio Ferracane, Fausto Russo Alesi, Luigi Lo Cascio                                                      |
| 2.    | Vad erdők, vad bércek – A fantom nyomában | –                                      |                           | Mosonyi Szabolcs, Bagladi Erika     | Varga Gábor (narrátor) |
| 9.    | A láthatatlanok                           | Les invisibles                         | Apollo Films              | Louis-Julien Petit                  | Audrey Lamy, Corinne Masiero, Noémie Lvovsky, Déborah Lukumuena                                                                                            |
| 9.    | A mi Kodályunk                            | –                                      |                           | Petrovics Eszter                    | Ránki Fülöp, Devich Gergely, Zsoldos Dávid, Bretz Gábor, Mező László, Lantos István, Földényi Rita, Edita Bugalova, Józsa Mónika, Dalos Anna               |
| 9.    | Bogyó és Babóca 4. – Tündérkártyák        | –                                      |                           | Antonin Krizsanics, M. Tóth Géza    | Pogány Judit (mesélő) |
| 9.    | Hogyan legyél jó feleség?                 | La bonne épouse                        | Memento Films             | Martin Provost                      | Juliette Binoche, Yolande Moreau, Noémie Lvovsky, Édouard Baer, François Berléand                                                                          |
| 16.   | Medvevilág Szicíliában                    | La fameuse invasion des ours en Sicile | Prima Linea Productions   | Lorenzo Mattotti                    | Leïla Bekhti, Thomas Bidegain, Jean-Claude Carrière, Boris Rehlinger                                                                                       |
| 16.   | A terápia                                 | Thalasso                               | Worso Films               | Guillaume Nicloux                   | Michel Houellebecq, Gérard Depardieu |
| 16.   | Remény                                    | Håp                                    | Motlys                    | Maria Sødahl                        | Andrea Bræin Hovig, Stellan Skarsgård, Einar Økland |
| 23.   | Teljes titoktartás                        | Les traducteurs                        | Trésor Films              | Régis Roinsard                      | Lambert Wilson, Olha Kosztyantinyivna Kurilenko, Riccardo Scamarcio, Alex Lawther                                                                          |
| 23.   | Scooby!                                   | Scoob                                  | Warner Bros. Pictures     | Tony Cervone                        | Will Forte, Mark Wahlberg, Jason Isaacs, Gina Rodriguez, Zac Efron, Amanda Seyfried, Kiersey Clemons, Ken Jeong, Tracy Morgan, Frank Welker                |
| 23.   | Gauguin a londoni Nemzeti Galériából      |                                        |                           | Kate Bryan                          | Dominic West (narrátor) |
| 30.   | Pont az a dal                             | The High Note                          | Focus Features            | Nisha Ganatra                       | Dakota Johnson, Tracee Ellis Ross, Kelvin Harrison Jr., Zoë Chao, Bill Pullman, Eddie Izzard, Ice Cube                                                     |
| 30.   | Állati jó kekszek                         | Animal Crackers                        | Netflix                   | Tony Bancroft, Scott Christian Sava | John Krasinski, Emily Blunt, Ian McKellen, Danny DeVito, Sylvester Stallone, Raven-Symoné, Patrick Warburton                                               |
| 30.   | A hazugság színe                          | The Burnt Orange Heresy                | Sony Pictures Classics    | Giuseppe Capotondi                  | Claes Bang, Elizabeth Debicki, Mick Jagger, Donald Sutherland                                                                                              |
| 30.   | Daniel                                    | Ser du månen, Daniel                   | Toolbox Film              | Niels Arden Oplev                   | Esben Smed, Toby Kebbell, Anders W. Berthelsen |
| 30.   | Ema                                       | Ema                                    | Fabula                    | Pablo Larraín                       | Mariana Di Girolamo, Gael García Bernal, Paola Giannini, Santiago Cabrera                                                                                  |
| 30.   | Pesti balhé                               | –                                      | InterCom Zrt.             | Lóth Balázs                         | Szabó Simon, Elek Ferenc, Petrik Andrea, Reviczky Gábor, Mészáros Béla, Hegedűs D. Géza, Inotay Ákos, Jászberényi Gábor                                    |
| 30.   | Jay és Néma Bob Reboot                    | Jay and Silent Bob Reboot              | Universal Pictures        | Kevin Smith                         | Jason Mewes, Kevin Smith, Harley Quinn Smith, Aparna Brielle, Shannon Elizabeth, Brian O'Halloran, Jason Lee, Joey Lauren Adams, Jennifer Schwalbach Smith |

### Augusztus
| Dátum | Magyar cím                    | Eredeti cím                       | Filmstúdió            | Rendező                                | Főszereplők |
| ----- | ----------------------------- | --------------------------------- | --------------------- | -------------------------------------- | --- |
| 6.    | #kövessbe                     | Follow Me                         | Escape Productions    | Will Wernick                           | Holland Roden, Ronen Rubinstein, Keegan Allen, Denzel Whitaker, Pasha D. Lychnikoff, Kimberly Quinn, Emilia Ares                  |
| 6.    | Staten Island királya         | The King of Staten Island         | Universal Pictures    | Judd Apatow                            | Pete Davidson, Marisa Tomei, Bill Burr, Bel Powley, Maude Apatow, Steve Buscemi                                                   |
| 6.    | Made in Italy                 | Made in Italy                     | Lionsgate             | James D'Arcy                           | Liam Neeson, Micheál Richardson, Valeria Bilello, Lindsay Duncan                                                                  |
| 6.    | Titkok és igazságok           | Chamboultout                      | Gaumont Distribution  | Éric Lavaine                           | Alexandra Lamy, José Garcia, Anne Marivin, Michel Vuillermoz, Medi Sadoun                                                         |
| 6.    | Patthelyzet                   | –                                 | ADS Service           | Szűcs Dóra                             | Kálloy Molnár Péter, Szalay Bence, Szabó Erika, Szabó Máté, Kádár L. Gellért, Ráckevei Anna                                       |
| 13.   | A díszvendég                  | Guest of Honour                   | Elevation Pictures    | Atom Egoyan                            | David Thewlis, Laysla De Oliveira,Rossif Sutherland, Alexandre Bourgeois, Arsinée Khanjian, Luke Wilson                           |
| 13.   | A herceg utazása              | Le voyage du prince               | Blue Spirit           | Jean-François Laguionie, Xavier Picard | Enrico Di Giovanni, Thomas Sagols, Gabriel Le, Marie-Madeleine Burguet, Celia Rosich, Catherine Lafond, Cerdal Frédéric           |
| 13.   | Álomépítők                    | Minna og drømmebyggerne           | SF Studios            | Kim Hagen                              | Ditte Hansen, Martin Buch, Rasmus Botoft, Stig Hoffmeyer, Kim Hagen, Alberte Winding, Emilie Koppel                               |
| 20.   | A másik bárány                | The Other Lamb                    | IFC Midnight          | Małgorzata Szumowska                   | Raffey Cassidy, Michiel Huisman, Denise Gough                                                                                     |
| 20.   | Amíg a lagzi el nem választ   | Hasta que la boda nos separe      | Atresmedia Cine       | Dani de la Orden                       | Belén Cuesta, Álex García, Silvia Alonso, Adrián Lastra, Antonio Dechent, Gracia Olayo, Mariam Hernández Salva Regina, Leo Harlem |
| 26.   | Tenet                         | Tenet                             | Warner Bros. Pictures | Christopher Nolan                      | John David Washington, Robert Pattinson, Elizabeth Debicki, Dimple Kapadia, Michael Caine, Kenneth Branagh                        |
| 27.   | Az igazság                    | La vérité                         | Le Pacte              | Hirokazu Kore-eda                      | Catherine Deneuve, Juliette Binoche, Ethan Hawke, Ludivine Sagnier, Clémentine Grenier, Manon Clavel                              |
| 27.   | Egy nő láthatatlan élete      | A Vida Invisível                  | Sony Pictures         | Karim Aïnouz                           | Carol Duarte, Julia Stockler, Gregorio Duvivier, Bárbara Santos, Flávia Gusmão, Maria Manoella, Fernanda Montenegro               |
| 27.   | Masha és a medve: Masha dalai | Masha and the Bear: Masha's Songs |                       | Oleg Kuzovkov, Dmitrij Lovejko         | |

### Szeptember
| Dátum | Magyar cím                                          | Eredeti cím                        | Filmstúdió                | Rendező             | Főszereplők |
| ----- | --------------------------------------------------- | ---------------------------------- | ------------------------- | ------------------- | --- |
| 3.    | Az új mutánsok                                      | The New Mutants                    | 20th Century Studios      | Josh Boone          | Maisie Williams, Anya Taylor-Joy, Charlie Heaton, Alice Braga, Blu Hunt, Henry Zaga                                                                      |
| 3.    | Inkább lennék özvegy                                | Hope Gap                           | Curzon Artificial Eye     | William Nicholson   | Annette Bening, Bill Nighy, Josh O'Connor, Aiysha Hart, Ryan McKen, Steven Pacey, Nicholas Burns                                                         |
| 3.    | Miután összecsaptunk                                | After We Collided                  | Voltage Pictures          | Roger Kumble        | Josephine Langford, Hero Fiennes Tiffin, Dylan Sprouse, Shane Paul McGhie, Candice King, Khadijha Red Thunder, Inanna Sarkis, Samuel Larsen, Selma Blair |
| 3.    | Palm Springs                                        | Palm Springs                       | FilmNation Entertainment  | Max Barbakow        | Andy Samberg, Cristin Milioti, Peter Gallagher, J. K. Simmons                                                                                            |
| 10.   | BTS – Break The Silence: The Movie                  | BTS – Break The Silence: The Movie | Trafalgar Releasing       | Park Jun-soo        | BTS együttes tagjai |
| 10.   | Hab                                                 | –                                  | InterCom                  | Lakos Nóra          | Kerekes Vica, Mátray László, Gyarmati Erik, Elek Ferenc, Bányai Miklós, Mácsai Pál                                                                       |
| 10.   | Ígérem, hogy visszatérek                            | Proxima                            | Pathé                     | Alice Winocour      | Eva Green, Matt Dillon, Lars Eidinger, Sandra Hüller |
| 10.   | Mulan                                               | Mulan                              | Walt Disney Pictures      | Niki Caro           | Liu Ji-fej, Donnie Yen, Jason Scott Lee, Yoson An, Gong Li, Jet Li                                                                                       |
| 10.   | Sosem késő                                          | Never Too Late                     | Blue Fox Entertainment    | Mark Lamprell       | James Cromwell, Dennis Waterman, Roy Billing, Shane Jacobson, Jacki Weaver                                                                               |
| 10.   | Téboly                                              | Unhinged                           | Solstice Studios          | Derrick Borte       | Russell Crowe, Caren Pistorius, Gabriel Bateman, Jimmi Simpson, Austin P. McKenzie                                                                       |
| 17.   | A művészet templomai: Frida Kahlo – Viva la Vida    | Frida. Viva la Vida                |                           | Giovanni Troilo     | |
| 17.   | Az elfeledett herceg                                | Le prince oublié                   | StudioCanal               | Michel Hazanavicius | Omar Sy, François Damiens, Bérénice Bejo |
| 17.   | Nincs parancs!                                      | –                                  |                           | Szalay Péter        | Bella Árpád, Harald Jäger, Gundula Schafitel, Mészáros Ferenc, Nagy László, Kerekes Vica, Huszár Zsolt, Kőszegi Ákos                                     |
| 17.   | Magdolna                                            | –                                  | SzeretFilm Egyesület      | Buvári Tamás        | Nagy Katica, Budavári Villő |
| 17.   | Tiszt és kém – A Dreyfus-ügy                        | J'accuse                           | 01 Distribution           | Roman Polański      | Jean Dujardin, Louis Garrel, Emmanuelle Seigner, Grégory Gadebois                                                                                        |
| 17.   | Bridget naplója                                     | Saint Frances                      | Oscilloscope Laboratories | Alex Thompson       | Kelly O'Sullivan, Ramona Edith Williams, Charin Alvarez, Lily Mojekwu                                                                                    |
| 17.   | Peninsula: Holtak szigete                           | Train to Busan Presents: Peninsula | Next Entertainment World  | Sang-ho Yeon        | I Re, Kang Dong-won, Lee Jeong-hyeon |
| 24.   | Greenland – Az utolsó menedék                       | Greenland                          | STX Entertainment         | Ric Roman Waugh     | Gerard Butler, Morena Baccarin, David Denman, Hope Davis, Holt McCallany, Scott Glenn                                                                    |
| 24.   | Felkészülés meghatározatlan ideig tartó együttlétre | –                                  | Mozinet                   | Horvát Lili         | Stork Natasa, Bodó Viktor, Vilmányi Benett, Nagy Zsolt, Lukáts Andor, Tóth Péter                                                                         |
| 24.   | Nagypapa hadművelet                                 | War with Grandpa                   | Brookdale Studios         | Tim Hill            | Robert De Niro, Uma Thurman, Rob Riggle, Oakes Fegley, Cheech Marin, Jane Seymour, Christopher Walken                                                    |
| 24.   | Bestiáda                                            | Seules les bêtes                   | France 3 Cinéma           | Dominik Moll        | Denis Ménochet, Laure Calamy, Valeria Bruni Tedeschi |

### Október
| Dátum | Magyar cím                                   | Eredeti cím                            | Filmstúdió                  | Rendező                      | Főszereplők |
| ----- | -------------------------------------------- | -------------------------------------- | --------------------------- | ---------------------------- | --- |
| 1.    | Fortuna istennő                              | La dea fortuna                         | Warner Bros. Pictures       | Ferzan Özpetek               | Stefano Accorsi, Jasmine Trinca, Edoardo Leo                                                                             |
| 1.    | Óriásláb – Családi bevetés                   | Bigfoot Family                         | Charades                    | Ben Stassen, Jeremy Degruson | Jules Wojciechowski, Chris Parson, Rashida Jones, Shyloh Oostwald, Lindsey Alena                                         |
| 1.    | Van Gogh az örökkévalóság kapujában          | At Eternity’s Gate                     | CBS Films                   | Julian Schnabel              | Willem Dafoe, Rupert Friend, Mads Mikkelsen, Mathieu Amalric, Emmanuelle Seigner, Oscar Isaac                            |
| 8.    | Becsületes tolvaj                            | Honest Thief                           | Open Road Films             | Mark Williams                | Liam Neeson, Kate Walsh, Robert Patrick, Anthony Ramos, Jeffrey Donovan, Jai Courtney                                    |
| 8.    | Martin Eden                                  | Martin Eden                            | 01 Distribution             | Pietro Marcello              | Luca Marinelli, Carlo Cecchi, Jessica Cressy, Vincenzo Nemolato, Marco Leonardi, Denise Sardisco, Carmen Pommella        |
| 8.    | Peggy Guggenheim, a művészet megszállottja   | Peggy Guggenheim: Art Addict           | Submarine Deluxe            | Lisa Immordino Vreeland      | Peggy Guggenheim |
| 8.    | Yakari – A mozifilm                          | Yakari, le film                        | Dargaud Media               | Xavier Giacometti            | Aloïs Agaësse-Mahieu, Arielle Vaubien, Hannah Vaubien                                                                    |
| 15.   | Stevie Nicks 24 Karat Gold – A koncert       | Stevie Nicks 24 Karat Gold – a koncert | Trafalgar Releasing         | Joe Thomas                   | Stevie Nicks |
| 15.   | Nincs gonosz                                 | There Is No Evil                       | Films Boutique              | Mohammad Rasoulof            | Kaveh Ahangar, Mahtab Servati, Baran Rasoulof                                                                            |
| 22.   | Isten tenyerén – Ronnie Wood                 | Somebody Up There Likes Me             | Eagle Rock Film Productions | Mike Figgis                  | Ronnie Wood, Sally Humphreys Wood, Imelda May, Damien Hirst, Mick Jagger                                                 |
| 22.   | A tulajok                                    | The Owners                             | XYZ Films                   | Julius Berg                  | Maisie Williams, Sylvester McCoy, Rita Tushingham, Jake Curran, Ian Kenny, Andrew Ellis                                  |
| 22.   | Nyílt titkok                                 | Das perfekte Geheimnis                 | Universal Pictures          | Bora Dagtekin                | Karoline Herfurth, Elyas M’Barek, Florian David Fitz, Jella Haase, Frederick Lau, Jessica Schwarz                        |
| 22.   | Farkasbőrben                                 | 100% Wolf                              | Universal Pictures          | Alexs Stadermann             | Jai Courtney, Samara Weaving, Magda Szubanski, Rhys Darby, Akmal Saleh, Ilai Swindells, Rupert Degas, Jane Lynch         |
| 29.   | Bűvölet – Az örökség                         | The Craft: Legacy                      | Columbia Pictures           | Zoe Lister-Jones             | Cailee Spaeny, Gideon Adlon, Lovie Simon, Zoey Luna, Michelle Monaghan, David Duchovny                                   |
| 29.   | A művészet templomai: Modigliani centenárium | Maledetto Modigliani                   | Nexo Digital                | Valeria Parisi               | Chloe Aridjis, Astrid Casali, Domitilla D'Amico, John Myatt, Klaus Albrecht Schröder, Paolo Virzì                        |
| 29.   | Sarlatán                                     | Šarlatán                               | Cinemart                    | Agnieszka Holland            | Ivan Trojan, Josef Trojan, Juraj Loj, Jaroslava Pokorná                                                                  |
| 29.   | Történetek a végtelenségről                  | Om det oändliga                        | Filmarti                    | Roy Andersson                | Lesley Leichtweis Bernardi, Ania Nova, Gloria Ormandlaky                                                                 |
| 29.   | Trollok a világ körül                        | Trolls World Tour                      | Universal Pictures          | Walt Dohrn, David P. Smith   | Anna Kendrick, Justin Timberlake, James Corden, Ozzy Osbourne, Mary J. Blige, Kelly Clarkson, Sam Rockwell, Gwen Stefani |

### November
| Dátum | Magyar cím                                        | Eredeti cím                                       | Filmstúdió            | Rendező         | Főszereplők                                                               |
| ----- | ------------------------------------------------- | ------------------------------------------------- | --------------------- | --------------- | ------------------------------------------------------------------------- |
| 5.    | Roald Dahl: Boszorkányok                          | The Witches                                       | Warner Bros. Pictures | Robert Zemeckis | Anne Hathaway, Chris Rock, Octavia Spencer, Stanley Tucci, Eugenia Caruso |
| 5.    | Idiot Prayer: Nick Cave Alone at Alexandra Palace | Idiot Prayer: Nick Cave Alone at Alexandra Palace | Trafalgar Releasing   | Nick Cave       | Nick Cave                                                                 |

## Moziban nem játszott filmek
| Év   | Magyar cím Eredeti cím                     | Főszereplők                                                                      | Műfaj                      |
| ---- | ------------------------------------------ | -------------------------------------------------------------------------------- | -------------------------- |
| 2020 | Vadászat (The Hunt)                        | Betty Gilpin, Hilary Swank, Ethan Suplee, Ike Barinholtz, Emma Roberts           | horror, akció              |
| 2019 | A halál tava (Lake of Dead)                | Patrick Walshe McBride, Ulric von der Esch, Iben Akerlie, Elias Munk             | horror, misztikus          |
| 2019 | Hivatali titkok (Offical Secrets)          | Keira Knightley, Matt Smith, Rhys Ifans, Ralph Fiennes                           | bűnügyi, dráma             |
| 2019 | A bosszú nyomai (The Tracker)              | Dolph Lundgren, Cosimo Fusco, Marta Gastini, Anna Falchi                         | akció, thriller            |
| 2019 | Ip Man 4. – Finálé (Ip Man 4: The Finale)  | Donnie Yen, Scott Adkins, Vanness Wu, Danny Chan                                 | akció, harcművészeti       |
| 2019 | A megtorlás útján (Avengement)             | Scott Adkins, Craig Fairbrass, Thomas Turgoose, Nick Moran                       | akció, krimi               |
| 2019 | A betolakodó (The Intruder)                | Michael Ealy, Meagan Good, Dennis Quaid, Joseph Sikora                           | horror, misztikus          |
| 2019 | A túlélés ára (We Die Young)               | Jean-Claude Van Damme, Elijah Rodriguez, Nicholas Sean Johnny, Charlie MacGechan | akció, krimi, dráma        |
| 2019 | Trauma Center (Trauma Center)              | Nicky Whelan, Bruce Willis, Tyler Jon Olson, Texas Battle                        | akció, thriller            |
| 2019 | Árnyfarkasok (Shadow Wolves)               | Thomas Gibson, Cody Walker, Graham Greene, Amara Zaragoza                        | akció, thriller            |
| 2018 | Ördögi csapda (Greta)                      | Chloë Grace Moretz, Isabelle Huppert, Maika Monroe Jane Perry, Jeff Hiller       | misztikus, thriller        |
| 2018 | Kegyetlen zsaruk (Dragged Across Concrete) | Mel Gibson, Vince Vaughn, Jennifer Carpenter Michael Jai White, Don Johnson      | akció, thriller, krimi     |
| 2018 | Amerikai nő (American Woman)               | Sienna Miller, Sky Ferreira, Christina Hendricks Kentucker Audley, Aaron Paul    | dráma, misztikus           |
| 2018 | Stockholm (Stockholm)                      | Ethan Hawke, Noomi Rapace, Mark Strong Christopher Heyerdahl, Bea Santos         | életrajzi, vígjáték, krimi |
| 2018 | Braven (Braven)                            | Jason Momoa, Stephen Lang, Garret Dillahunt, Jill Wagner                         | akció, thriller            |
| 2018 | A futár (Message Man)                      | Paul O'Brien, Aji Santosa, Verdi Solaiman, Agni Pratistha Kuswardono             | akció, thriller            |
| 2018 | A kötelék (Kin)                            | Myles Truitt, Jack Reynor, Dennis Quaid, Zoë Kravitz, James Franco               | akció, sci-fi              |
| 2017 | Haláli csajok (Tragedy Girls)              | Brianna Hildebrand, Alexandra Shipp, Jack Quaid, Craig Robinson, Josh Hutcherson | bűnügyi, horror            |
| 2017 | Néma bosszú (Act of Vengeance)             | Antonio Banderas, Karl Urban, Paz Vega, Cristina Serafini, Atanas Srebrev        | akció, dráma, thriller     |
| 2014 | Öt emelet boldogság (5 Flight Up)          | Diane Keaton, Morgan Freeman, Cynthia Nixon, Carrie Preston, Claire van der Boom | vígjáték, dráma            |
| 2013 | Dermesztő rémület (The Frozen Ground)      | Nicolas Cage, Vanessa Hudgens, John Cusack, Dean Norris, Radha Mitchell          | bűnügyi, thriller          |

## Díjak, fesztiválok
- 92. Oscar-gála

legjobb film: Élősködők
legjobb nemzetközi játékfilm: Élősködők
legjobb rendező: Pong Dzsunho – Élősködők
legjobb női főszereplő: Renée Zellweger – Judy
legjobb férfi főszereplő: Joaquin Phoenix – Joker
legjobb női mellékszereplő: Laura Dern –  Házassági történet
legjobb férfi mellékszereplő: Brad Pitt – Volt egyszer egy Hollywood
- 77. Golden Globe-gála

legjobb drámai film: 1917
legjobb komédia vagy musical: Volt egyszer egy Hollywood
legjobb idegen nyelvű film: Élősködők
legjobb rendező: Sam Mendes – 1917
legjobb színésznő (dráma): Renée Zellweger – Judy
legjobb férfi színész (dráma): Joaquin Phoenix – Joker
legjobb színésznő (komédia vagy musical): Awkwafina – The Farewell
legjobb férfi színész (komédia vagy musical): Taron Egerton – Rocketman
- 33. Európai Filmdíj-gála

legjobb film: Még egy kört mindenkinek
legjobb filmvígjáték: Un triomphe
legjobb rendező: Thomas Vinterberg – Még egy kört mindenkinek
legjobb színésznő: Paula Beer – Undine
legjobb színész: Mads Mikkelsen – Még egy kört mindenkinek
Legjobb forgatókönyvíró: Thomas Vinterberg és Tobias Lindholm – Még egy kört mindenkinek
- 45. César-gála

legjobb film: Nyomorultak
legjobb külföldi film: Élősködők
legjobb rendező: Roman Polański – Tiszt és kém – A Dreyfus-ügy
legjobb színész: Roschdy Zem – Kisváros, éjjel
legjobb színésznő: Anaïs Demoustier – Alice politikaországban
- 73. BAFTA-gála

legjobb film: 1917
legjobb nem angol nyelvű film: Élősködők
legjobb brit film: 1917
legjobb rendező: Sam Mendes – 1917
legjobb női főszereplő: Renée Zellweger – Judy
legjobb férfi főszereplő: Joaquin Phoenix – Joker
- 40. Arany Málna-gála

legrosszabb film: Macskák
legrosszabb remake: Rambo V. – Utolsó vér
legrosszabb rendező: Tom Hooper – Macskák
legrosszabb női főszereplő: Hilary Duff – The Haunting of Sharon Tate
legrosszabb férfi főszereplő: John Travolta – The Fanatic és Trading Paint
- 5. Magyar Filmdíj-gála

Legjobb játékfilm: Akik maradtak
Legjobb tévéfilm: Foglyok
Legjobb televíziós sorozat: Alvilág
Legjobb rendező: Tóth Barnabás – Akik maradtak
Legjobb forgatókönyvíró: Tóth Barnabás, Muhi Klára – Akik maradtak
Legjobb női főszereplő: Walters Lili – Drakulics elvtárs
Legjobb férfi főszereplő: Hajduk Károly – Akik maradtak

Életműdíj: Béres Ilona, Cserhalmi György, Eperjes Károly, Pécsi Ildikó 
- 73. Cannes-i Fesztivál

## Halálozások
- január 2. – Élisabeth Rappeneau francia filmrendező, forgatókönyvíró
- január 2. – Veronika Fitz német színésznő
- január 3. – Robert Blanche amerikai színész
- január 3. – Christopher Beeny angol színész
- január 4. – Gesztesi Károly színész, szinkronszínész
- január 4. – Tom Long amerikai származású ausztrál színész
- január 4. – Lorenza Mazzetti olasz író, filmrendező, forgatókönyvíró
- január 6. – John Brownjohn angol forgatókönyvíró, műfordító
- január 7. – Felföldi Anikó Jászai Mari-díjas színésznő
- január 7. – Silvio Horta amerikai forgatókönyvíró
- január 8. – Buck Henry amerikai színész, forgatókönyvíró, filmrendező
- január 8. – Edd Byrnes amerikai színész
- január 9. – Ivan Passer cseh filmrendező, forgatókönyvíró
- január 9. – Lan O’Kun amerikai forgatókönyvíró
- január 10. – Neda Arnerić szerb színésznő
- január 11. – Norma Michaels amerikai színésznő
- január 11. – Stan Kirsch amerikai színész
- január 12. – Sigurd Tesche német természetfilmes
- január 12. – Tony Garnett brit filmproducer
- január 12. – William Bogert amerikai színész
- január 14. – Jack Kehoe amerikai színész
- január 17. – Derek Fowlds angol színész
- január 18. – Christoph Quest német színész
- január 18. – Urs Egger svájci filmrendező
- január 20. – Joe Shishido japán színész
- január 20. – Joseph Hannesschläger német színész, zenész
- január 22. – John Karlen amerikai színész
- január 23. – Robert Harper amerikai színész
- január 24. – Marsha Kramer amerikai színésznő
- január 25. – Monique van Vooren belga származású amerikai színésznő, táncosnő
- január 28. – Nicholas Parsons angol színész, műsorvezető, egyetemi rektor
- január 28. – Harriet Frank Jr. amerikai forgatókönyvíró
- január 28. – Marj Dusay amerikai színésznő
- január 30. – Jörn Donner finnországi svéd filmproducer, filmrendező, forgatókönyvíró, író
- január 31. – Alan Harris angol színész
- február 1. – Andorai Péter Kossuth-díjas színész, a nemzet színésze
- február 3. – Gene Reynolds amerikai színész, televíziós producer
- február 4. – Gianni Minervini olasz filmproducer, színész
- február 4. – José Luis Cuerda négyszeres Goya-díjas spanyol filmrendező, producer, forgatókönyvíró
- február 5. – Kirk Douglas amerikai színész
- február 5. – Kevin Conway amerikai színész
- február 6. – Raphaël Coleman brit gyerekszínész, klímaaktivista
- február 7. – Grazia Volpi olasz filmproducer
- február 7. – Ann E. Todd amerikai gyerekszínész
- február 7. – Orson Bean amerikai színész
- február 8. – Volker Spengler német színész
- február 8. – Ron McLarty amerikai színész, narrátor, író
- február 8. – Robert Conrad amerikai színész
- február 9. – Paula Kelly amerikai színésznő, táncosnő
- február 11. – Joseph Vilsmaier német filmrendező, operatőr
- február 12. – Søren Spanning dán színész
- február 13. – Rafael Romero Marchent spanyol filmrendező, forgatókönyvíró, színész
- február 13. – Liliane de Kermadec francia filmrendező, forgatókönyvíró
- február 14. – John Shrapnel angol színész
- február 14. – Esther Scott amerikai színésznő
- február 14. – Lynn Cohen amerikai színésznő
- február 15. – Nikita Pearl Waligwa ugandai gyerekszínész
- február 15. – Vatroslav Mimica horvát filmrendező, forgatókönyvíró
- február 16. – Jason Davis amerikai színész
- február 16. – Zoe Caldwell Tony-díjas ausztrál színésznő
- február 17. – Sonja Ziemann német színésznő, táncosnő, énekesnő
- február 17. – Georgij Sengelaja grúz filmrendező, forgatókönyvíró
- február 17. – Ja’net DuBois Emmy-díjas amerikai színésznő, énekes-dalszerző
- február 18. – Flavio Bucci olasz színész
- február 19. – José Mojica Marins brazil filmrendező, forgatókönyvíró
- február 24. – Olof Thunberg svéd színész
- február 24. – Csukás István Kossuth-díjas író, költő
- február 24. – Ben Cooper amerikai színész
- február 24. – Diana Serra Cary amerikai gyerekszínész
- február 26. – Michael Medwin angol színész
- február 27. – Burkhard Driest német színész
- február 29. – Dieter Laser német színész
- március 2. – Zana József színész
- március 5. – Jean-Luc Seigle francia író, forgatókönyvíró
- március 6. – David Paul amerikai színész, producer, testépítő, televíziós személyiség
- március 7. – Mart Crowley amerikai író, forgatókönyvíró
- március 8. – Johnny Yune koreai-amerikai színész
- március 8. – Max von Sydow svéd színész
- március 9. – Lorenzo Brino amerikai gyerekszínész
- március 12. – Tonie Marshall César-díjas francia-amerikai színésznő, rendező
- március 12. – Gary B. Kibbe amerikai operatőr
- március 15. – Roy Hudd angol színész
- március 15. – Vittorio Gregotti olasz építész
- március 15. – Suzy Delair francia színésznő, énekesnő
- március 16. – Stuart Whitman amerikai színész
- március 17. – Lyle Waggoner amerikai színész
- március 18. – Emil Karewicz lengyel színész
- március 19. – Nazzareno Zamperla olasz színész
- március 20. – Kenny Rogers amerikai zenész, színész
- március 23. – Nagy Alfréd romániai magyar színész
- március 23. – Alfio Contini olasz operatőr
- március 23. – Lucia Bosé olasz színésznő
- március 24. – Terrence McNally Tony-díjas amerikai drámaíró, forgatókönyvíró
- március 24. – Stuart Gordon amerikai filmrendező
- március 25. – Inna Makarova szovjet-orosz színésznő
- március 26. – Mark Blum amerikai színész
- március 27. – Kovács Zsuzsa Jászai Mari-díjas színésznő
- március 28. – John Callahan amerikai színész
- március 31. – Eva Krížiková szlovák színésznő
- március 31. – Andrew Jack brit beszédtanár, színész
- április 2. – Logan Williams kanadai színész
- április 4. – Jay Benedict amerikai színész
- április 5. – George Ogilvie ausztrál filmrendező, színész
- április 5. – Shirley Douglas kanadai színésznő
- április 5. – Honor Blackman angol színésznő
- április 7. – Allen Garfield amerikai színész
- április 7. – Jean-Laurent Cochet francia színész, színházi rendező
- április 10. – Óbajasi Nobuhiko japán filmrendező, forgatókönyvíró, vágó
- április 12. – Danny Goldman amerikai színész
- április 12. – Tim Brooke-Taylor angol komikus, színész
- április 12. – Maurice Barrier francia színész
- április 14. – Pip Baker angol forgatókönyvíró
- április 15. – Brian Dennehy Tony-díjas amerikai színész
- április 16. – Komlós István színész
- április 16. – Gene Deitch Oscar-díjas amerikai illusztrátor, animátor
- április 17. – Sergio Fantoni olasz színész
- április 20. – Tom Lester amerikai színész
- április 22. – Shirley Knight Emmy-díjas amerikai színésznő
- április 26. – Aarón Hernán mexikói színész
- április 27. – Ács Tibor színművész
- április 28. – Szalai András Balázs Béla-díjas operatőr, egyetemi tanár
- április 29. – John Lafia amerikai filmrendező, forgatókönyvíró
- április 29. – Irfán Khán indiai színész
- április 30. – Sam Lloyd amerikai színész, zenész
- április 30. – Michael Keenan amerikai színész
- április 30. – Risi Kapur indiai színész
- május 3. – Szilágyi István Aase-díjas színművész
- május 3. – John Mahon amerikai színész
- május 9. – Geno Silva amerikai színész
- május 11. – Jerry Stiller amerikai humorista és színész
- május 12. – Michel Piccoli francia színész, filmrendező
- május 14. – Guido Cerniglia olasz színész
- május 15. – Fred Willard amerikai színész
- május 15. – Lynn Shelton amerikai rendező
- május 16. – Jon Whiteley skót gyermekszínész, művészettörténész
- május 16. – Pilar Pellicer mexikói színésznő
- május 17. – Shad Gaspard amerikai pankrátor, színész
- május 25. – Renate Krössner német színésznő
- május 26. – Richard Herd amerikai színész
- május 26. – Irm Hermann német színésznő
- május 26. – Anthony James amerikai színész
- május 27. – Peggy Pope amerikai színésznő
- május 27. – Larry Kramer amerikai forgatókönyvíró, aktivista
- május 28. – Lennie Niehaus amerikai szaxofonos, zeneszerző
- május 30. – Michael Angelis angol színész
- május 31. – Dan van Husen német színész
- június 2. (k. n.) – Földi Teri Jászai Mari-díjas színésznő
- június 2. – Mary Pat Gleason amerikai színész
- június 4. (k. n.) – Szegvári Menyhért Jászai Mari-díjas rendező, színész
- június 6. – Corey Fischer amerikai színész
- június 11. – Mel Winkler amerikai színész
- június 14. – Susant Szing Radzsput indiai színész
- június 16. – Csurka László Jászai Mari-díjas színész, rendező
- június 17. – Lewis John Carlino amerikai forgatókönyvíró, filmrendező
- június 18. – Vera Lynn angol énekesnő, dalszerző, színésznő
- június 18. – Claus Biederstaedt német színész
- június 19. – Carlos Ruiz Zafón spanyol író, forgatókönyvíró
- június 19. – Ian Holm angol színész
- június 21. – Jürgen Holtz német színész
- június 22. – Joel Schumacher amerikai filmrendező
- június 22. – Steve Bing amerikai forgatókönyvíró, filmproducer
- június 23. – Michael Falzon ausztrál színész
- június 26. – Taryn Power amerikai színésznő
- június 26. – Stuart Cornfeld amerikai producer
- június 26. – Kelly Asbury amerikai animátor, filmrendező
- június 27. – Julian Curry angol színész
- június 27. – Linda Cristal argentin-amerikai színésznő
- június 28. (k. n.) – Najmányi László író, képzőművész, filmrendező
- június 29. – Carl Reiner Grammy-díjas amerikai színész, filmrendező, író
- június 29. – Johnny Mandel Oscar-díjas és ötszörös Grammy-díjas amerikai zeneszerző
- június 29. – Gernot Endemann német színész
- június 30. – Dan Hicks amerikai színész
- július 2. – Tilo Prückner német színész
- július 3. – Earl Cameron brit színész
- július 4. – Mary Twala dél-afrikai színésznő
- július 4. – Brandis Kemp amerikai színésznő
- július 5. – Aubert Pallascio kanadai színész
- július 5. – Bettina Gilois német származású amerikai forgatókönyvíró
- július 5. – Nick Cordero kanadai színész, énekes
- július 6. – Ennio Morricone olasz zeneszerző
- július 7. – Barbara Pec-Ślesicka lengyel gyártásvezető, filmproducer
- július 8. – Naya Rivera amerikai színésznő, énekesnő, modell
- július 8. – Daniel Alvarado venezuelai színész
- július 10. – Svatopluk Matyáš cseh színész
- július 10. – Peter Maertens német színész
- július 12. – Kelly Preston amerikai színésznő, modell
- július 14. – Galyn Görg amerikai színésznő
- július 15. – Igor Csernyik szovjet-orosz operatőr
- július 16. – Phyllis Somerville amerikai színésznő
- július 18. – Miura Haruma japán színész
- július 19. – Sonia Darrin amerikai színésznő
- július 21. (k. n.) – Faluhelyi Magda színésznő
- július 21. – Annie Ross brit-amerikai énekesnő, dalszövegíró, színésznő
- július 22. – Miloš Nesvadba cseh illusztrátor, színész, díszlettervező
- július 23. – Jacqueline Scott amerikai színésznő
- július 23. – Sérgio Ricardo brazil filmrendező, zeneszerző, énekes
- július 24. – Regis Philbin amerikai műsorvezető, televíziós személyiség, színész, énekes
- július 25. – John Saxon amerikai színész, harcművész
- július 25. – Bernard Ładysz lengyel operaénekes, színész
- július 25. – Božena Böhmová cseh színésznő
- július 26. – Claudia Giannotti olasz színésznő
- július 26. – Olivia de Havilland kétszeres Oscar-díjas brit-amerikai színésznő
- július 27. – Gianrico Tedeschi olasz színész
- július 27. – Jan Skopeček cseh színész, forgatókönyvíró
- július 31. – Alan Parker BAFTA-díjas angol filmrendező
- augusztus 1. – Reni Santoni amerikai színész
- augusztus 1. – Alexandre Keresztessy magyar származású belga filmrendező
- augusztus 1. – Wilford Brimley amerikai színész
- augusztus 2. (k. n.) – Leslie Randall angol színész
- augusztus 5. – Eric Bentley brit származású amerikai színikritikus, forgatókönyvíró
- augusztus 7. – Ruth Gassmann német színésznő, énekesnő
- augusztus 9. – Franca Valeri olasz színésznő
- augusztus 9. – Kurt Luedtke Oscar-díjas  amerikai forgatókönyvíró, újságszerkesztő
- augusztus 9. – Anna Maria Bottini olasz színésznő
- augusztus 11. – Trini Lopez amerikai énekes, színész
- augusztus 12. – Mónica Miguel mexikói színésznő, rendező, énekesnő
- augusztus 13. – Bácskai Lauró István filmrendező
- augusztus 14. – Linda Manz amerikai színésznő
- augusztus 14. – Ewa Demarczyk lengyel énekesnő, színésznő
- augusztus 16. – Nyikolaj Gubenko szovjet-orosz színész, rendező, forgatókönyvíró
- augusztus 18. – Ben Cross angol színész
- augusztus 21. – Meixler Ildikó bábművész, színésznő
- augusztus 21. – Manuel Gallardo spanyol színész
- augusztus 23. – Benny Chan hongkongi filmrendező
- augusztus 24. – Robbe De Hert belga filmrendező
- augusztus 26. – Joe Ruby amerikai rajzfilmszakember és televíziós producer
- augusztus 28. – Chadwick Boseman amerikai színész
- szeptember 5. – Jiří Menzel Oscar-díjas cseh filmrendező, színházi rendező, színész
- szeptember 6. – Orosz Lujza erdélyi magyar színésznő
- szeptember 23. – Verebély Iván, Jászai Mari-díjas színész
- október 31. – Sean Connery Oscar-díjas skót színész
- november 24. – Böröndi Tamás, színész, színházigazgató
- november 28. – David Prowse, angol színész
- december 4. – Pécsi Ildikó, Kossuth- és Jászai Mari-díjas színművész
- december 17. – Jeremy Bulloch, angol színész